# NGC 176
NGC 176 (również ESO 29-SC2) – gromada otwarta znajdująca się w gwiazdozbiorze Tukana. Należy do Małego Obłoku Magellana. Odkrył ją John Herschel 12 sierpnia 1834 roku.